# Helicoverpa stombleri
Helicoverpa stombleri är en fjärilsart som beskrevs av Okumura och Bauer 1969. Helicoverpa stombleri ingår i släktet Helicoverpa och familjen nattflyn. Inga underarter finns listade i Catalogue of Life.

## Bildgalleri

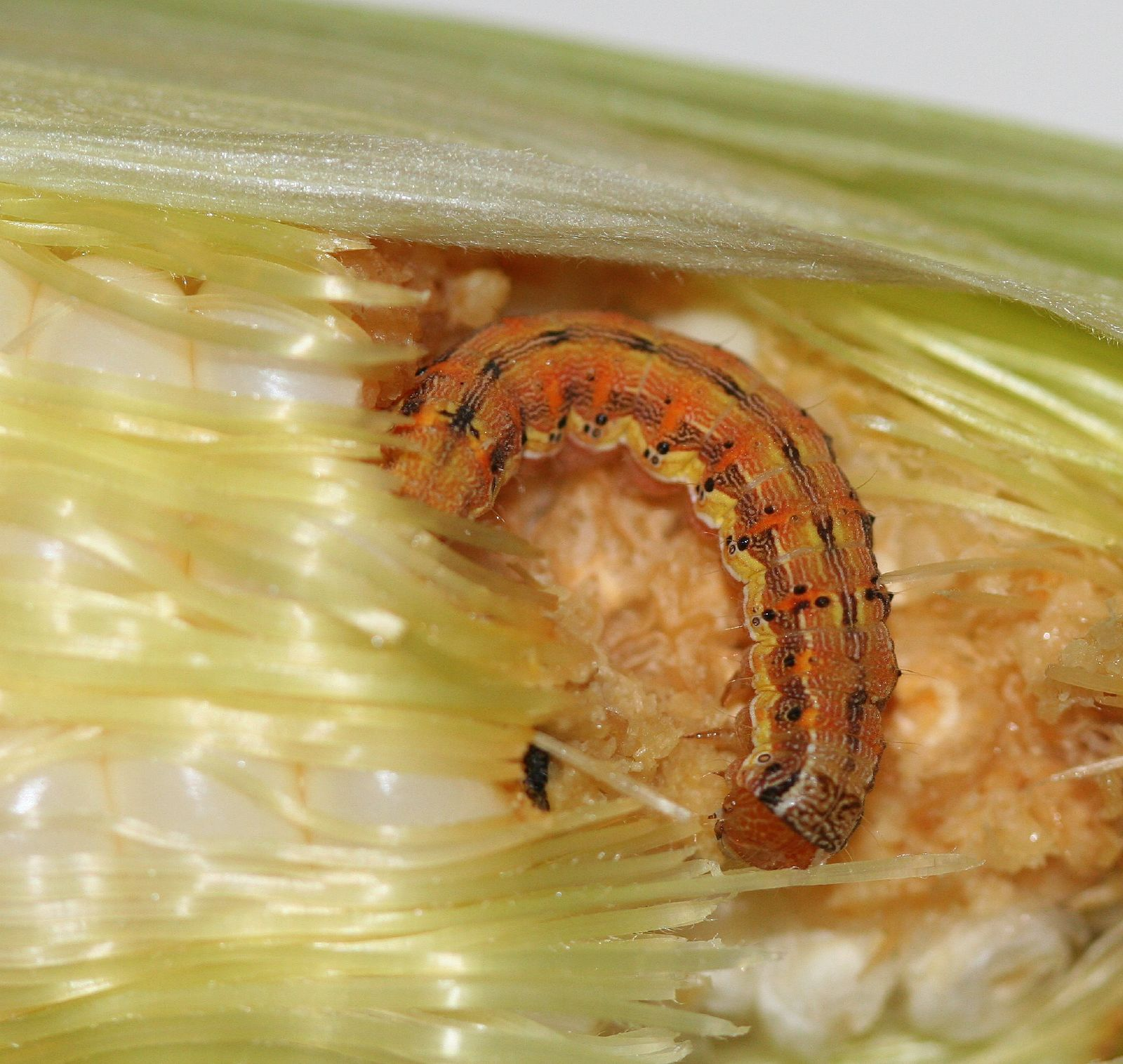
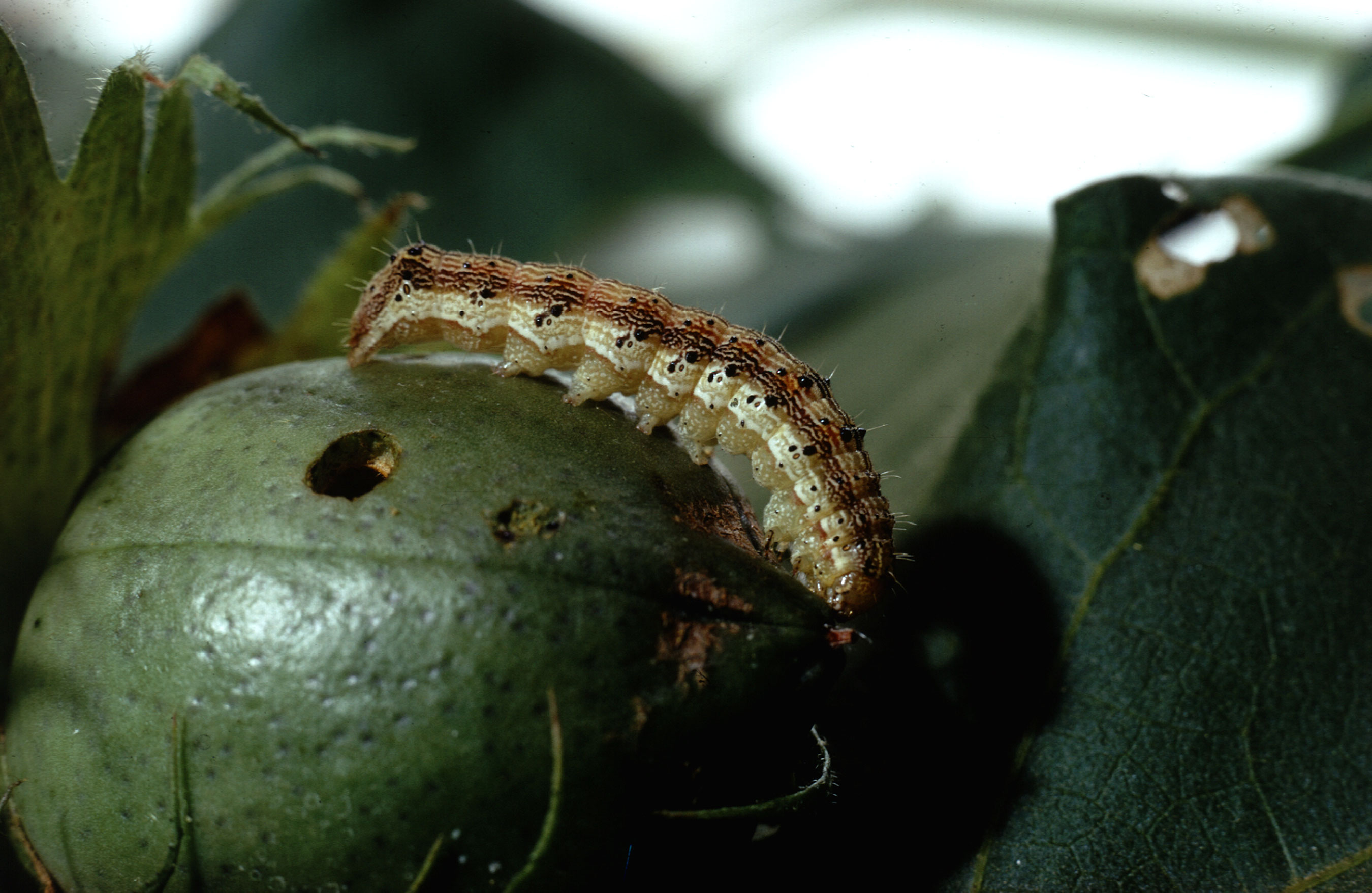
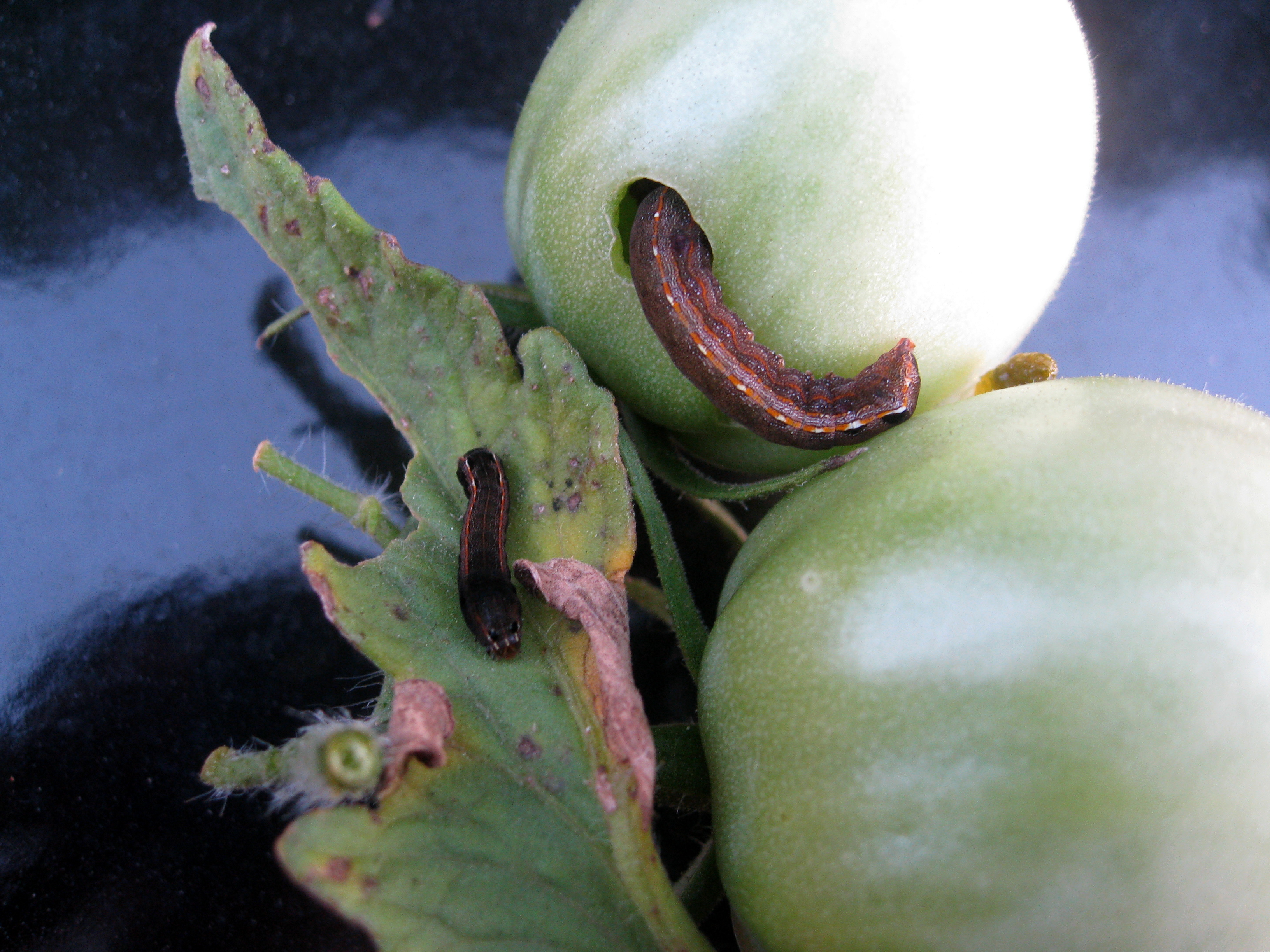
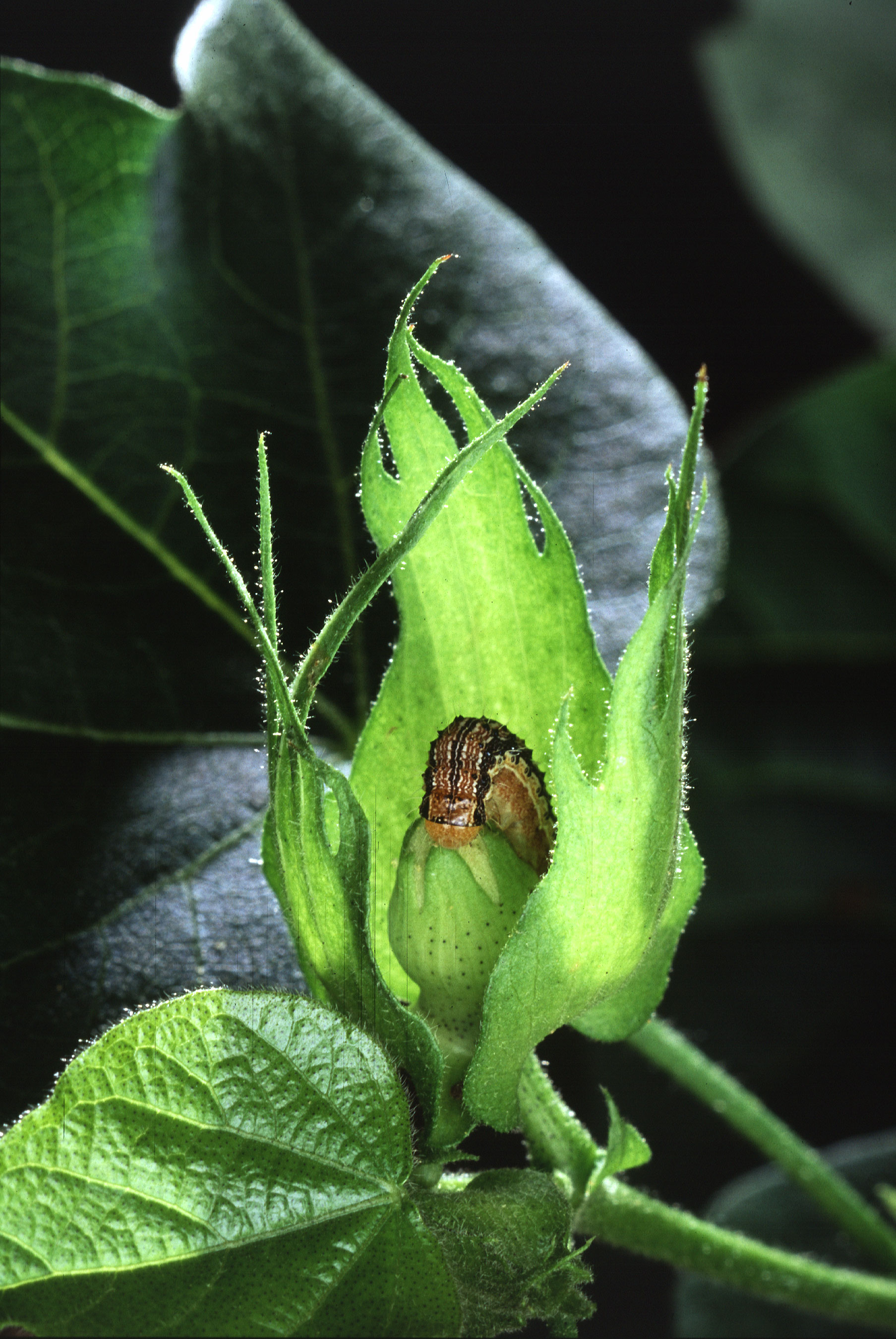
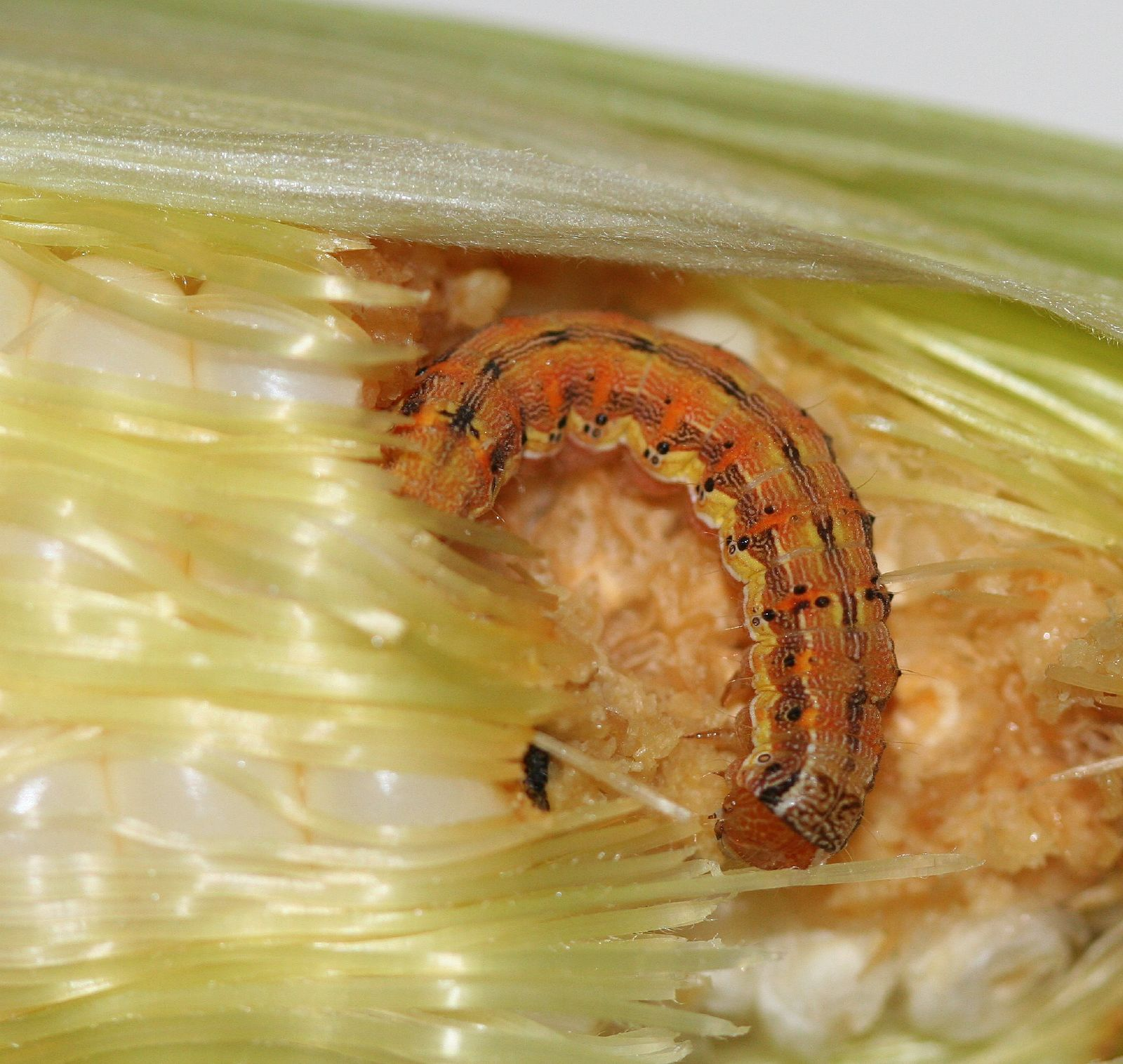